# Livet i Finnskogarna (film)
Livet i Finnskogarna är en svensk svartvit dramafilm från 1947 i regi av Ivar Johansson. I rollerna ses bland andra Carl Jularbo, Naima Wifstrand och Barbro Ribbing.

## Om filmen
Inspelningen ägde rum mellan den 13 augusti och 26 oktober 1946, med vissa kompletteringar gjorda i maj och juni 1947. Interiörerna spelades in i Sandrewateljéerna på Lästmakargatan och Novilla, båda belägna i Stockholm. Exteriörerna spelades in i Bollnäs med omnejd, Laforsen, Södertälje (Sundsör, Horns säteri, Enhörna, Ytterenhörna, Överenhörna och Bränninge) och Stäket i Järfälla. Manuset skrevs av Johansson efter en ursprunglig idé av Rune Waldekranz och spelades in med Erik Blomberg som fotograf. Filmen klipptes av Johansson (ej krediterad) och premiärvisades 23 augusti 1947 på biograf Olympia i Stockholm. Den har visats flera gånger av Sveriges Television.
Ramberättelsen, där Jularbo spelar dragspel, spelades in 23 maj och 29 maj 1947 och hade först John Elfström som berättare och Ulla Dane som flickan som sitter bredvid och lyssnar. Dessa byttes senare ut på Henning Ohlsson och Ulla Andreasson.

## Handling
Dragspelaren och kompositören Carl Jularbo sitter i en skogsbacke och tar ut en melodi. Han tillfrågas av Kolar-Jocke vad den ska heta och svaret blir: "Livet i Finnskogarna". Jocke börjar därefter berätta en historia om Heikki, en man från Finnskogarna vars liv inte var lätt. Historien utspelar sig 1906 och finländska nybyggare har anlänt till det svenska slättlandet, där de möts av förakt och hat av ortsbefolkningen. En av dessa är godsägaren fru Malm.
På en marknad dit Heikki kommit för att sälja skinn hamnar han i slagsmål med några andra män och beskylls därefter för tjuvskytte av fru Malm. Han blir fråntagen sina skinn och ingen tror honom när han säger att han är oskyldig. Heikki fylls av hat mot svenskarna och för att hämnas använder han sin charm för att locka till sig bygdens kvinnor, båda gifta och ogifta. Detta upprör bygdens män som gång på gång försöker tillfångata Heikki, dock utan att lyckas.
En ung flicka, Ellen Bjurselius, anländer till fru Malms gods för att arbeta och Gunnar, sonen på godset, blir genast förälskad i henne. Ellen träffar dock Heikki och blir alldeles betagen av honom. Dottern på godset, Ingeborg, intresserar sig för Heikki och som en följd av detta blir han misshandlad och plåstras om av bondflickan Aino. Heikki för därefter bort Ellen och Gunnar inleder en jakt på paret tillsammans med folk från herrgården. Plötsligt utbryter dock en skogsbrand och alla måste hjälpa till med släckningsarbetet, inklusive Heikki. Fru Malm anländer till platsen och vill se Heikki fängslad. Ellen berättar för Gunnar att grunden till Heikkis hat mot svenskarna beror på fru Malms falska anklagande vid marknaden. Gunnar övertalar därför sin mor att låta Heikki gå och därefter åker Gunnar, fru Malm och Ellen tillbaka Hem. Heikki inser att det är hos Aino han hör hemma och tillsammans åker de hem till henne.

## Rollista
- Carl Jularbo – sig själv
- Naima Wifstrand – fru Sigrid Malm, ägare till godset Gullsbacka
- Barbro Ribbing – Ingeborg Malm, Sigrids dotter
- Bengt Logardt – Gunnar Malm, Sigrids son
- Carl-Henrik Fant – Heikki Purje
- Mirjami Kuosmanen – Aino, en finnjänta
- Sigbrit Carlson – Ellen Bjurselius, lärarinna
- John Elfström – Simon, lärare
- Eric Laurent – Johan Lång, kolare
- Henning Ohlsson – Kolar-Jocke, berättaren
- Torgny Anderberg – August, kolare
- Eivor Landström – Margit i Bråten
- Nine-Christine Jönsson – Inger
- Carl Reinholdz – bonden Mattias på Lagsta
- Nils Hultgren – Nils i Fallet
- Siegfried Fischer	– Jon-Erik i Bråten, Margits far
- Torsten Bergström	– länsman Väppling

Ej krediterade
- Henake Schubak – Ainos far
- Wilma Malmlöf – Ainos mor
- Adèle Lundvall – Malena, Mattias hustru
- Ullacarin Rydén – Helena, flicka i Heikkis armar
- Märta Hagelin – den badande flickan
- Anna-Lisa Westergård – Kersti, bondmora
- Georg Skarstedt – kolare
- Ingemar Holde – kolare
- Birger Åsander – kolare
- Hans Björnbo – kolare
- Gösta Qvist – Ville From, Malms kusk
- Karl-Erik Forsgårdh – Kalle Kling
- Greta Liming – jungfru hos Malms
- Emmy Albiin – gumma som niger för Sigrid Malm
- Ulla Dane	– torparjäntan som Heikki gjort gravid
- Albin Erlandzon – ledamot av skolrådet
- Erik Forslund – Brodén, ledamot av skolrådet
- Olle Hilding – torparjäntans far
- Carl Ericson – skolrådets ordförande
- Robert Ryberg – ledamot av skolrådet
- Axel Högel – Lundell, Malms förvaltare
- Margit Jonje – Mattias och Malenas piga
- Ulla Andreasson – flickan som lyssnar på Kolar-Jockes historia
- Gösta Skoglund – fjärdingsman
- Karin Rödén – kvinnan på klappbryggan
- C.A. Thor – gubbe som bugar för Sigrid Malm

Bortklippta
- Hartwig Fock – en man i gästgivargården
- Gunnel Edlund	– fröken Lundgren, lärarinna
- Stig Johanson – hallåman
- Gösta Ericsson – hans assistent

## Mottagande
Dagens Nyheter var positiv i sin anmälan, berömde Johanssons regi och kallade filmen för ett "utmärkt lyckat, både lyriskt och dramatiskt laddat folkskådespel med rejäla tag". Stockholms-Tidningen kallade filmen för "klämmig" och delade ut både ris och ros till Johansson. Aftontidningen skrev "Det har blivit en rejäl och bra film, men utan den gnista som höjer till konst."

## Musik
- "Livet i Finnskogarna" (musik: Carl Jularbo, text: Anna Myrberg, arrangemang Jularbo och Herman Gellin)
- "Flickan från Finnskogen" (musik: Carl Jularbo, text: Oleg Quist)
- "Jularbominnen" (instrumental, musik: Carl Jularbo)
- "Jularbo-schottis" (instrumental, musik: Carl Jularbo)
- "Sally" (instrumental, musik: Carl Jularbo)
- "Má vlast. Vltava" (instrumental, musik: Bedřich Smetana)